# Rhipidomys similis
Rhipidomys similis (J. A. Allen, 1912) è un roditore della famiglia dei Cricetidi endemico della Colombia.

## Descrizione

### Dimensioni
Roditore di medie dimensioni, con la lunghezza della testa e del corpo tra 128 e 165 mm, la lunghezza della coda tra 184 e 192 mm, la lunghezza del piede tra 29 e 31 mm.

### Aspetto
Le parti dorsali variano dal bruno-rossastro al giallognolo con striature nerastre, più scuro lungo la spina dorsale che sui fianchi, mentre le parti ventrali sono color crema o arancioni chiare con la base dei peli grigio scura. Le orecchie sono brunastre. I piedi sono relativamente lunghi e larghi. La coda è più lunga della testa e del corpo, è ricoperta di peli nerastri che nascondono le scaglie sottostanti e termina con un ciuffo di lunghi peli.

## Biologia

### Comportamento
È una specie arboricola.

### Alimentazione
Si nutre di semi.

## Distribuzione e habitat
Questa specie è limitata alle zone andine della Colombia sud-occidentale.
Vive nelle foreste tra 1.600 e 2.350 metri di altitudine.

## Conservazione
La IUCN considera questa specie sinonimo di R.fulviventer.